# Muzica egipteană

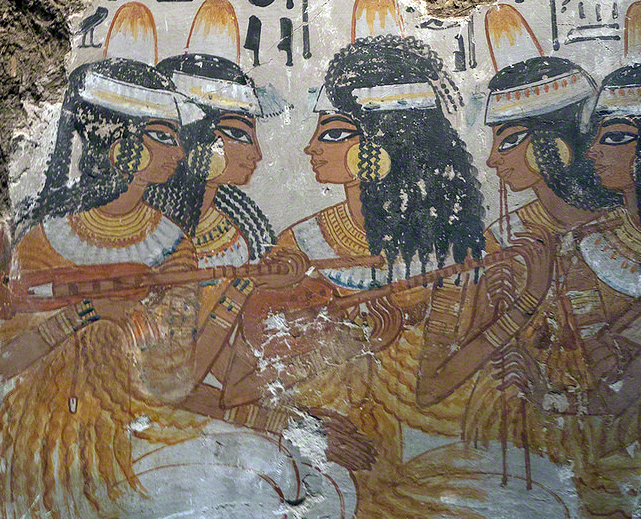
Muziciene din timpul Egiptului antic

Muzica este o parte importantă a culturii egiptene încă din cele mai vechi timpuri. Biblia menționează instrumente muzicale folosite de evreii din timpul Antichității, ce sunt corelate cu arheologia egipteană. E posibil ca muzica egipteană să fi avut un impact semnificant asupra dezvoltării muzicii grecești, muzica greacă fiind importantă pentru muzica europeană timpurie și cea europeană medievală.